# Кикбокс
Кикбоксът е боен спорт, основаващ се на ударите с ръце и крака, използвани в различни бойни изкуства като бокс, карате и муай тай.
Американският кикбокс започва да се развива през 70-те години на XX век, повлиян в известна степен и от комбинирането на техники от различни бойни изкуства с ръце и крака. Японският кикбокс води началото си през 1960-те години. Кикбоксът е един от бойните спортове, които имат съществен принос за възникването на смесените бойни изкуства (Mixed martial arts – MMA) през 1990-те години. Няма официална международна организация за кикбокс. Някои от световните федерации по кикбокс са:
- World Association of Kickboxing Organizations,
- World Kickboxing Association,
- International Sport Karate Association,
- International Kickboxing Federation,
- World Kickboxing Federation,
- World Kickboxing Network.